# Albano Caushaj
Albano Caushaj (26 de Março de 1990, Albânia) é um futebolista que joga como zagueiro atualmente pelo Flamurtari Vlorë da Albânia.